# Пейо (Италия)
 Тази статия е за селото в Северна Италия.  За белгийския автор вижте Пейо.  
Пѐйо (на италиански: Peio, може да се намира и неправилната форма Pejo, на местен диалект: Pej, Пей) е село и община в Северна Италия, автономна провинция Тренто, автономен регион Трентино-Южен Тирол. Разположено е на 1173 m надморска височина. Населението на общината е 1870 души (към 2014 г.).